# Ламберт I фон Глайхен
Ламберт I фон Глайхен (на немски: Lambert I von Gleichen; на латински: Lampertus comes; * ок. 1100; † 3/13 октомври 1149, Ерфурт) е граф на Дом Глайхен, граф на Тона (1134), граф на Берг (de Monte) (1147).

## Произход
Той е син на граф Ервин I фон Глайхен (1040 – 1116/сл. 1133), граф на Тона, граф в Тюрингия (1114), монах в Рейнхардсбрун, и съпругата му Хелинбург фон Лора (1080 – 1133), дъщеря и наследничка на граф Берингер I фон Лора (1060 – 1120). Брат е на граф Ернст I († 29 декември 1151 или 1152), граф на Глайхен-Тона-Харбург, на Брининг (Бруно) фон Глайхен († 3/5 април 1149), монах в манастир Фолкенрода, домхер в Хилдесхайм, и на Беатрикс († 1120), омъжена за граф Попо II фон Хенеберг († 1118).
През 1130 г. майка му основава манастир „Фолкенрода“. Ламберт I умира на 3 или 13 октомври 1149 г. в Ерфурт и е погребан в манастир Фолкенрода.

## Фамилия
Ламберт I се жени за вдовицата (от 1146) Матилда (Мехтилд) фон Аре (* ок. 1115; † сл. 1146), дъщеря на граф Дитрих I фон Аре/Теодорикус фон Аре (1085 – 1126) и съпругата му вер. фон Спонхайм (1089 – 1120). Матилда фон Аре е сестра на Фридрих II фон Аре († 1168), епископ на Мюнстер (1152 – 1168) г. и леля на Дитрих II фон Аре († 1212), епископ на Утрехт (1197 – 1212), и Лотар фон Хохщаден († 1198), епископ на Лиеж († 1198)(1192 – 1193) и имперски канцлер. Те имат децата:
- Ламберт II „Млади“ († сл. 1152), граф (1150), споменат 1150 – 1151 г.
- дъщеря, спомената 1151 г.
- Матилда (Мехтилд) фон Глайхен (* ок. 1130; † сл. 1200), омъжена за Бурхард II фон Кверфурт († 1178), бургграф на Магдебург